# Хеникер (Њу Хемпшир)
Хеникер (енгл. Henniker) насељено је место без административног статуса у америчкој савезној држави Њу Хемпшир.

## Демографија
По попису из 2010. године број становника је 1.747, што је 120 (7,4%) становника више него 2000. године.
| Група             | 2000.         | 2010.         |
| Белци             | 1.534 (94,3%) | 1.599 (91,5%) |
| Афроамериканци    | 16 (1,0%)     | 51 (2,9%)     |
| Азијати           | 29 (1,8%)     | 30 (1,7%)     |
| Хиспаноамериканци | 22 (1,4%)     | 45 (2,6%)     |
| Укупно            | 1.627         | 1.747         |